# Чертёнок (фильм, 1981)
«Чертёнок» (эст. Nukitsamees) — советский цветной художественный фильм 1981 года, снятый режиссёром Хелле Мурдмаа на киностудии «Таллинфильм». Фильм снят по сказке писателя Оскара Лутса.
Премьера фильма состоялась 15 мая 1981 года.

## Сюжет
Брат Кусти и его сестра Ити заблудились в лесу и попали в плен к злой ведьме Карге. Кусти вынужден работать на ведьму, а Ити заботится об озорном Чертёнке. Решив сбежать, они уходят втроем — с Чертёнком. Вернувшись домой, семья удивляется новому члену, однако мудрый отец решает, что Чертёнок может остаться с ними, и его человечность будет зависеть от него самого.

## В ролях
- Эгерт Солль — чертёнок «Бука» (роль дублировал Федя Орловский) — главная роль
- Анна-Лийся Курвэ[эст.] — Ити (дублировала Таня Васильева) — главная роль
- Юлари Кирсипуу[эст.] — Кусти (дублировал Игорь Ефимов) — главная роль
- Ита Эвер — старая ведьма-чертовка Карга (дублировала Инна Слободская) — главная роль
- Сёстры Ити и Кусти:
  - Мари Юусси
  - Ингрид Маасик
- Братья Ити и Кусти:
  - Танель Каппер
  - Михкель Рауд
  - Хейки Моорлат
- Инес Ару[эст.] — мама Ити и Кусти (дублировала Гелена Ивлиева)
- Аарне-Мати Юкскюла — папа Ити и Кусти (дублировал Станислав Фесюнов)
- Сулев Ныммик — дедушка (дублировал Николай Гаврилов)
- Каарел Килвет[эст.] — старый чёрт
- Урмас Кибуспуу[эст.] — чёрт «Обормот» (дублировал Гелий Сысоев)
- Тыну Карк[эст.] — чёрт «Чурбан» (дублировал Валерий Кравченко)

## Съёмочная группа
- Режиссёр — Хелле Мурдмаа
- Сценаристы — Хелле Мурдмаа, Хельги Оидермаа, Олав Эхала[эст.]
- Оператор — Аго Руус[эст.]
- Композитор — Олав Эхала[эст.]
- Художник — Лийна Пихлак

Фильм дублирован на киностудии «Ленфильм».

## Критика
Кинокритик О. Ульянова в своей статье «Детям до и после 16» на страницах газеты «Советская культура» за 10 августа 1982 года писала: «Сказка же привыкла говорить просто и доходчиво на языке той аудитории, к которой она обращена. В этом её нравственная сила. И лишь доверившись мудрой простоте сказки, не придётся прибегать к "допингам", доказывая простые житейские истины».

## Фестивали и награды
- 1982 — XV Всесоюзный кинофестиваль в Таллине[2] (в программе детских и юношеских фильмов) — приз Олаву Эхала[эст.] за лучшую музыку[4]; приз детского жюри[5]
- 1983 — Фестиваль фильмов Советской Эстонии — приз Аго Руусу[эст.] за лучшую операторскую работу; специальный приз жюри Хелле Мурдмаа и Олаву Эхала[эст.] за успешную работу по созданию детского музыкального фильма[6]